# Latexfärg
Latexfärg är målarfärg där bindemedlet utgörs av polymerharts dispergerat i vatten; det är alltså en typ av dispersionsfärg. I färger för byggnadsmåleri är de idag vanligaste polymererna polyakrylat och polyvinylacetat (PVA). I dagligt tal kallas latexfärgerna ofta plastfärg.

## Historik
De första latexfärgerna utvecklades i början av nittonhundratalet men det var först i slutet av 1940-talet som de började användas i större omfattning. De nya bindemedlen kallades latex genom sin likhet med naturligt latex, som är mjölksaften från vissa träd och det gummi som kan tillverkas av den.
Den första typen av latexbindemedel som kom i allmänt bruk var styren-butadien (SB-latex), en typ av syntetiskt gummi som använts i militära produkter och där USA efter andra världskrigets slut hade en stor outnyttjad produktionskapacitet. En sådan färg producerades av det amerikanska företaget Glidden under namnet Spred. Det blev den första latexfärgen på svenska marknaden när Beckers började tillverka den på licens 1951. Tack vare att den gick att spä med vatten öppnade den för "gör det själv"-måleri, medan man inom yrkesmåleriet var mer skeptisk.
Några år senare kom färger med PVA-latex och latexfärgerna slog igenom även inom yrkesmåleriet.
Senare introducerades polyakrylat som bindemedel, och akrylatfärgerna blev så småningom de vanligaste för både in- och utvändigt måleri. Idag (2010) innehåller många latexfärger sampolymerer, och det finns också hybridfärger där latexbindemedel kombinerats med alkydolja.

## Tillverkning och innehåll
Latexbindemedel tillverkas av petroleum. Bindemedlet dispergeras i vatten i form av mikroskopiskt små plastkulor, som binds ihop när vattnet avdunstar från färgen. Modern latexfärg tillverkas i olika kvaliteter för olika ändamål, där varje typ är en kombination av lämpliga ämnen utifrån önskad egenskap hos målarfärgen. Utöver bindemedel, pigment och vatten innehåller färgerna exempelvis konserveringsmedel, konsistensregerande medel och torkfördröjare. Vissa av dessa ämnen är allergiframkallande innan färgen har torkat färdigt, vilket påverkar målarnas arbetsmiljö. De flesta latexfärger innehåller dessutom en liten mängd lösningsmedel.

## Användning och egenskaper
Latexfärger torkar snabbt, en egenskap som ofta efterfrågas inom både "gör det själv"-måleri och bland yrkesmålare. De kan göras både blanka och matta. Färgskiktet blir något elastiskt  och kan därför tåla viss temperatur- och fuktrörelser i underlaget utan att spricka.
I vissa latexfärger tillsätter man en mycket fet alkydoljefärg i syfte att förbättra färgens inträngnings- och vidhäftningsförmåga, vattenbeständighet och förmåga att motstå temperaturrelaterade förändringar.

### Invändig målning
I invändigt byggnadsmåleri är latexfärgerna helt dominerande.  De matta vägg- och takfärgerna var de som slog igenom först, medan det inledningsvis inte fanns några riktigt bra blanka latexfärger. År 1987 förbjöds lösningsmedelsbaserade färger inom yrkesmässigt invändigt måleri, och därmed var det nödvändigt att hitta vattenburna alternativ till de alkydfärger som hade använts för snickerier. Idag (2010) är latexfärg oftast förstahandsvalet vid invändig målning, både matta kvaliteter för tak och väggar och blanka färger för snickerier.

### Utvändig målning
Latexfärg är mycket vanlig vid målning av träfasader, och är idag oftast akrylatfärg, alltså latexfärg där bindemedlet består av polyakrylat. Den används dock inte som ensam färg då. För målning på trä utomhus krävs en noggrann förbehandling med oljefärg, för att skydda träet mot fuktskador, innan man stryker på latexfärg. Latexfärgen har nämligen inte förmågan att tränga in i träet, utan ligger som ett skikt utanpå, och porerna i detta skikt släpper igenom fukt men släpper inte lika lätt ut det under varma dagar, eftersom porerna då är mindre. Innan man förstod detta uppstod en hel del rötskador som gav "plastfärgen" dåligt rykte, men idag rekommenderar färgindustrin alltid underbehandling med oljefärg.
Latexfärgen bryts ned betydligt långsammare än linolje- eller alkydfärg, och en fasad målad med latexfärg (akrylat) behåller både glans och kulör  betydligt längre än dessa alternativ. Nackdelen med denna beständighet kan vara att färgskiktet blir alltför tjockt och kan vara svårt att avlägsna när det behövs.
Det finns också latexfärger för utvändig målning på puts och andra porösa mineraliska underlag. Sådana färger extra mycket fyllnadsmedel för att bli  mattare och mer diffusionsöppna än andra latexfärger. Bindemedlet utgörs oftast av akrylat eller någon sampolymer. I silikonhartsfärger kombineras akrylat med silikonharts som gör färgskiktet mer vattenavvisande och impregnerande.